# Gabino Barreda
Gabino Barreda (Puebla, 19 de febrero de 1818 - Ciudad de México, 20 de marzo de 1881) fue un político, médico y filósofo positivista mexicano. Fue el primer director de la Escuela Nacional Preparatoria.

## Datos biográficos
Nació en la ciudad de Puebla el 19 de febrero de 1818. Sus padres fueron don Antonio Barreda y doña María Dolores Flores-Alatorre, en cuya ascendencia habían integrantes con cargos religiosos o virreinales. Inició sus estudios en Puebla de los Ángeles, después se trasladó a la Ciudad de México para iniciar su carrera en jurisprudencia en el antiguo Colegio de San Ildefonso. Su inclinación hacia las ciencias naturales lo hizo interrumpir la carrera de derecho para iniciar estudios de química en el Colegio de Minería y en 1843 ingresar a la Escuela Nacional de Medicina.
Durante la intervención estadounidense en 1846 fue escondido en un pueblo para evitar que muriera en la batalla del Molino del Rey. En 1847, al terminar la guerra, se trasladó a París para continuar sus estudios de medicina. Fue allá donde Pedro Contreras Elizalde lo interesó en los cursos que impartía Augusto Comte, cuya influencia positivista fue decisiva para Barreda.
De regreso a México, en 1853 trajo consigo los seis tomos del Cours de Philosophie Positive de Comte. Obtuvo el título de médico y posteriormente impartió las cátedras de filosofía médica en la Escuela Nacional de Medicina y más tarde la de historia natural y la de patología general al crearse dicha asignatura.
Durante el segundo imperio en 1863 se trasladó a Guanajuato, donde viviría hasta 1867. El 16 de septiembre de 1867 pronunció la Oración cívica, cuyo contenido impresionó a Benito Juárez, quien al regresar del norte, ya triunfante, nombró secretario de Justicia e Instrucción Pública a Antonio Martínez de Castro, quien confió a Francisco Díaz Covarrubias la reforma de los estudios.

"La principal y más poderosa rémora que detiene a nuestro país en el camino del engrandecimiento es la ignorancia; la falta de ilustración de nuestro pueblo es la que lo convierte en pasivo e inconsciente instrumento de los intransigentes y parlanchines que lo explotan sin cesar, haciéndolo a la vez víctima y verdugo de sí mismo"

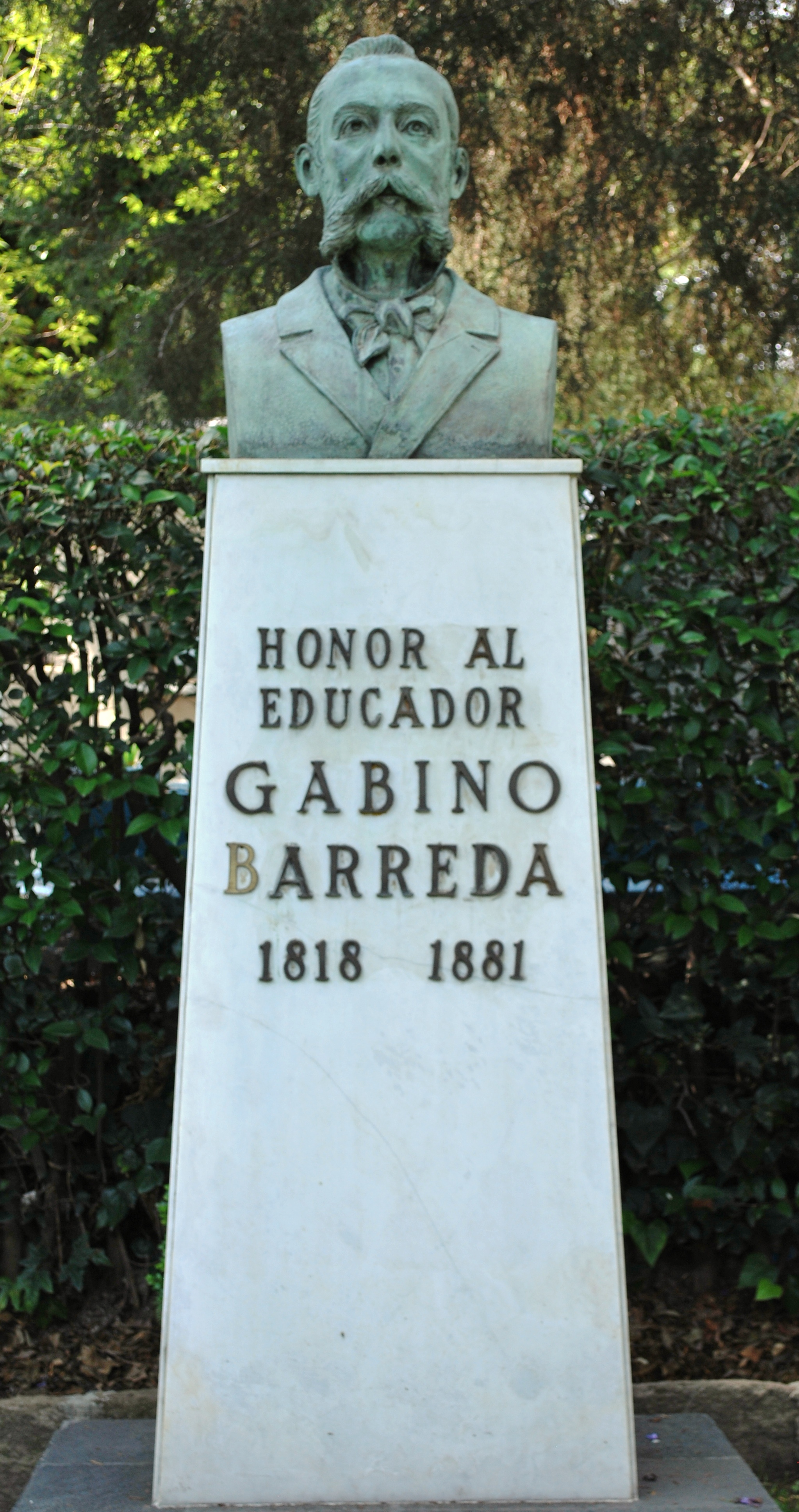
Sepulcro de Gabino Barreda en la Rotonda de las Personas Ilustres.

Tras la expedición de la Ley orgánica de la institución publica en el Distrito Federal el 2 de diciembre de 1867 durante el gobierno de Benito Juárez, Gabino Barreda es nombrado director de la Escuela Nacional Preparatoria en 1867. Barreda dirigió esta institución bajo el pensamiento positivista, lo cual posteriormente permitió la fundación de la Universidad Nacional de México en 1910  ahora llamada Universidad Nacional Autónoma de México.
El 10 de febrero de 1868, al fundarse la Escuela Nacional Preparatoria, Barreda fue nombrado director general, donde con el lema, "Amor, Orden y Progreso", implementó el sistema positivista en su plan de estudios e impartió la cátedra de lógica; continuó impartiendo la cátedra de patología general en la Escuela de Medicina y participó activamente en la política mexicana. Con su frase "La educación intelectual es el principal objetivo de los estudios preparatorios", adopta como suyo el lema positivista: "Saber para prever, prever para actuar". En 1878 se retiró de la dirección general, y fue su legado una institución estable y fuerte.
En el congreso mexicano, fue presidente de la comisión de instrucción pública de la Cámara de Diputados. Fundó la Sociedad Metodófila, a través de la cual introdujo en México el positivismo que se convirtió en doctrina oficial no solo de la educación sino del Estado. Sus ideas inspiraron a sus seguidores a formar el Partido Científico. En 1878, el gobierno del presidente Porfirio Díaz lo nombró embajador en Alemania.
En 1881, poco tiempo después de regresar a México, falleció en su domicilio en Tacubaya, Distrito Federal. Sus restos reposan en la Rotonda de las Personas Ilustres, lugar al que fueron trasladados el 22 de enero de 1968.

## Filosofía positivista y educación
Gabino Barreda es un exponente del positivismo mexicano, este pensador tiene sus bases en la filosofía de Augusto Comte. El positivismo de Gabino Barreda resulta relevante para la historia de la educación mexicana, ya que con los ideales positivistas fue posible la fundación de la Escuela Nacional Preparatoria en 1868, Barreda fue el primer director de la Preparatoria ubicada en Antiguo Colegio de San Ildefonso.
Antes de la reformas propuestas por Barreda la educación en México giraba en torno a la religión, por ello al hablar de positivismo se habla también de emancipación, Barreda pensaba que la educación no debía ser un adoctrinamiento sino liberación. En relación con el positivismo de Augusto Comte, Gabino Barreda considera que la educación es el elemento neutralizante y disolvente del estado teológico. La educación debe liberar en lugar de adoctrinar, debe oponerse a la explotación y a la dominación. Debe servir para la emancipación mental, pues en ella se encuentra el acceso al progreso.
Gabino Barreda es el primero en abordar el tema de la educación pública con el fin de establecer un orden político y social, el positivismo de Comte fue detonante de los ideales de Barreda en torno a la educación en México. Comte pensaba que las ideas gobernaban al mundo, que hay una correlación entre lo mental y lo social, estas ideas fueron adoptadas por Barreda a la situación de México para reformar la educación. Barreda al mirar la situación de crisis en la que se encontraba el país, consideró que el positivismo era lo que la educación mexicana necesitaba, de tal manera que toma los principios positivistas para cambiar la educación en México, toma el lema “Amor, orden y progreso” ya que piensa eso es lo que necesitaba México para poder avanzar.
En su Oración cívica, se pueden rastrear los rasgos positivistas, finaliza ese discurso con la siguiente frase "Que en adelante sea nuestra divisa libertad, orden y progreso; la libertad como medio; el orden como base y el progreso como fin; triple lema simbolizado en el triple colorido de nuestro hermoso pabellón nacional…” Con esto Gabino Barreda proponía que para combatir la anarquía, obtener paz y establecer un orden se necesitaba la educación. Por ello los mexicanos debían combatir la ignorancia, para emanciparse mentalmente, las educación formaba seres libres, y para ello el único camino es la educación primaria universal y obligatoria.
Para Barreda la educación es la base para la cohesión social, es condición de posibilidad de la organización racional. Así, también la educación debía de darse en procesos lógico para construir estructuras cognoscitivas fundamentales. Primero se daba el raciocinio puro, después la observación como base del raciocinio, luego la observación y experimentación, formando así una escala lógica que va de las matemáticas a la física.
El positivismo de Barreda implica no solo una reforma educativa en México, sino que es la representación de la figura del filósofo guiando a un país hacia el ideal de progreso, Barreda y los filósofos de su tiempo tuvieron en sus manos la posibilidad de modelar la educación del país.

## Obras
- De la educación moral (1863)
- Oración cívica (1867)
- Opúsculos, discusiones y discursos (1877)